# 3 Ninjas – Fight & Fury
3 Ninjas – Fight & Fury (Originaltitel: 3 Ninjas Knuckle Up) ist eine US-amerikanische Actionkomödie des Regisseurs Shin Sang-ok aus dem Jahr 1995.

## Handlung
Die drei Jungen Rocky, Colt und Tum Tum verbringen ihre Sommerferien wie immer bei ihrem Großvater. Kurz vor der Ankunft treffen sie auf eine Demonstration von Indianern gegen die Mülldeponie des Industriellen Jack auf ihrem Land. Jacks Schläger lösen diese Demonstration auf, wobei das Mädchen Jo brutal umgestoßen wird. Jack  hat ihren Vater gekidnappt, da dieser im Besitz einer Diskette mit Beweisen ist, die belegen, dass es sich um eine Giftmülldeponie handelt.
Als ein Pizzeriabesuch ansteht, treffen die drei Jungs wieder auf Jo und Jacks Schlägertruppe. Da sie von ihrem Großvater in die Ninja-Kampfkunst eingeführt wurden, helfen sie Jo und verprügeln die Schläger. Sie beschließen, Jos Vater zu befreien. Es darf keine Zeit vergeudet werden, weil bald eine öffentliche Anhörung zur Deponie stattfindet. So planen sie eine nächtliche Befreiungsaktion, die ihnen auch gelingt. Allerdings sind auch hierbei viele Kämpfe gegen Jacks Personal auszutragen.
Zum Dank werden sie von den Indianern zu Stammeskriegern erklärt. Die Zeremonie wird jedoch von Jacks Leuten gestört, doch gemeinsam mit den Indianern können sie alle in die Flucht schlagen. Verzweifelt heuert Jack eine Motorradgang an, die die Indianer angreift, als diese gerade auf dem Weg zur Anhörung sind, und Jo entführt. Sie wird erst freigelassen, wenn Jos Vater die Diskette an Jack aushändigt. Die drei Jungs verfolgen die Gang bis zu ihrem Versteck. Währenddessen setzt Jack Jos Vater unter Druck, bei der Anhörung nicht auszusagen, woran er sich auch hält. Rocky, Colt und Tum Tum können Jo nach langen Kämpfen befreien und bringen sie in die Stadt zur Anhörung. Gerade noch rechtzeitig, denn ihr Vater ist gerade im Begriff, Jack die Diskette auszuhändigen.
Die Deponie wird aufgrund des belastenden Materials geschlossen.

## Hintergrund
Der Film ist nach 3 Ninjas – Kick Back (1994) die zweite Fortsetzung zu 3 Ninja Kids aus dem Jahr 1992. Im Jahr 1998 folgte mit Mega Mountain Mission ein weiterer Film der Reihe.

## Kritiken
„Sang-ok Shins Film präsentiert sich als kurzweiliges, perfekt auf ein jugendliches Publikum zugeschnittenes Action-Abenteuer mit ökologischer Botschaft. Hier wird alles geboten, was Kids lieben: Tempo, rasante Action und coole Sprüche. Daß die drei Ninja-Helden in Punkto Technik die meisten ihrer erwachsenen Kollegen tatsächlich sehr alt aussehen lassen, sollte letzteren zu Denken geben und dazu beitragen, die ‚3 Ninjas‘ bei jugendlichen Fans zur Kultserie avancieren zu lassen.“

„Die Handlung dient lediglich als Vorwand, um die brutale Kampfkunst der drei kleinen Ninjas akrobatisch zu inszenieren. Auch wenn bei diesem Fernseh-Slapstick für junge Leute kein Blut fließt, bleibt der Film bedenklich.“